# Alexandre Galitch
Pour les articles homonymes, voir Galitch et Ginzburg.
Alexandre Galitch nom de plume de  Alexandre Aronovitch Ginzburg (en russe : Александр Аркадьевич Галич et Александр Аронович Гинзбург), né le 19 octobre 1918 à Ekaterinoslav (aujourd'hui Dnipro) en Ukraine de la période de l'hetmanat et mort le 15 décembre 1977 à Paris (France), est un dramaturge, poète et auteur-compositeur-interprète soviétique.

## Biographie
Il construit son pseudonyme en 1946 d'après les lettres de son nom : Гинзбург Александр Аркадьевич (Ginzburg Alexandre Arkadievitch).
Il commence ses études à l'école de Constantin Stanislavski et les poursuit au Théâtre-Studio d'Alexeï Arbouzov et Valentin Ploutchek.
Alexandre Galitch est l'auteur de plusieurs pièces de théâtre et de scénarios pour films.
À la fin des années 1950, il commence à écrire des chansons qui ne seront pas acceptées par les autorités soviétiques. Sa pièce Le Silence des marins (Матросская тишина), mettant en scène le destin de trois générations d'une famille juive soviétique, est interdite de représentation en 1958 (elle sera mise en scène pour la première fois en 1988 par Oleg Tabakov) . Galitch sera exclu de l'Union des écrivains soviétiques en 1971 et finalement expulsé d'Union soviétique en 1974. Il s’installe en Norvège pour un an qu’il quitte pour Munich et ensuite Paris.
Il passe ses dernières années à Paris. Il meurt chez lui, électrocuté en branchant un magnétophone Grundig. La cause de sa mort est officiellement définie comme accidentelle, bien que l’implication du KGB soit évoquée,,,. Il est enterré au cimetière russe de Sainte-Geneviève-des-Bois (avec une erreur dans la date de naissance) avec son épouse Angelina Nicolaïevna née Prokhorova (1921-1986).